# Коэтиви
Коэтиви (англ. Coëtivy Island, фр. île Coëtivy) — небольшой коралловый остров Южной Коралловой группы (наряду с островом Платт) Внешних Сейшельских островов. Расположен в 273 км к югу от острова Маэ. Площадь составляет 9,31 км², население 252 человека. Самый восточный остров в Сейшельском архипелаге

## История
Назван в честь Шевалье де Коэтиви, впервые был обнаружен в 1771 году. До 1908 года был политической частью Маврикия.

## Экономика
На острове находится ферма по переработке креветок и завод по переработке креветок, который начал функционировать в августе 1995 года. Также немного развито овцеводство, часть продукции продаётся на рынках острова Маэ.
На острове есть аэропорт.
Коэтиви находится в частной собственности футбольного клуба «Super Magic Brothers».